# Orb (ソフトウェア)
Orb（オーブ）はオーブネットワークスによって開発されたフリーウェアである。個人のコンピュータ内に保存された写真や音楽、動画などを外部から操作することを可能にするソフトウェアである。